# Bokod
Bokod ist eine philippinische Stadtgemeinde in der Provinz Benguet. Sie hat 13.756 Einwohner (Zensus 1. August 2015).

## Baranggays
Bokod ist politisch unterteilt in zehn Baranggays.
- Ambuclao
- Bila
- Bobok-Bisal
- Daclan
- Ekip
- Karao
- Nawal
- Pito
- Poblacion
- Tikey